# Нейборхуд

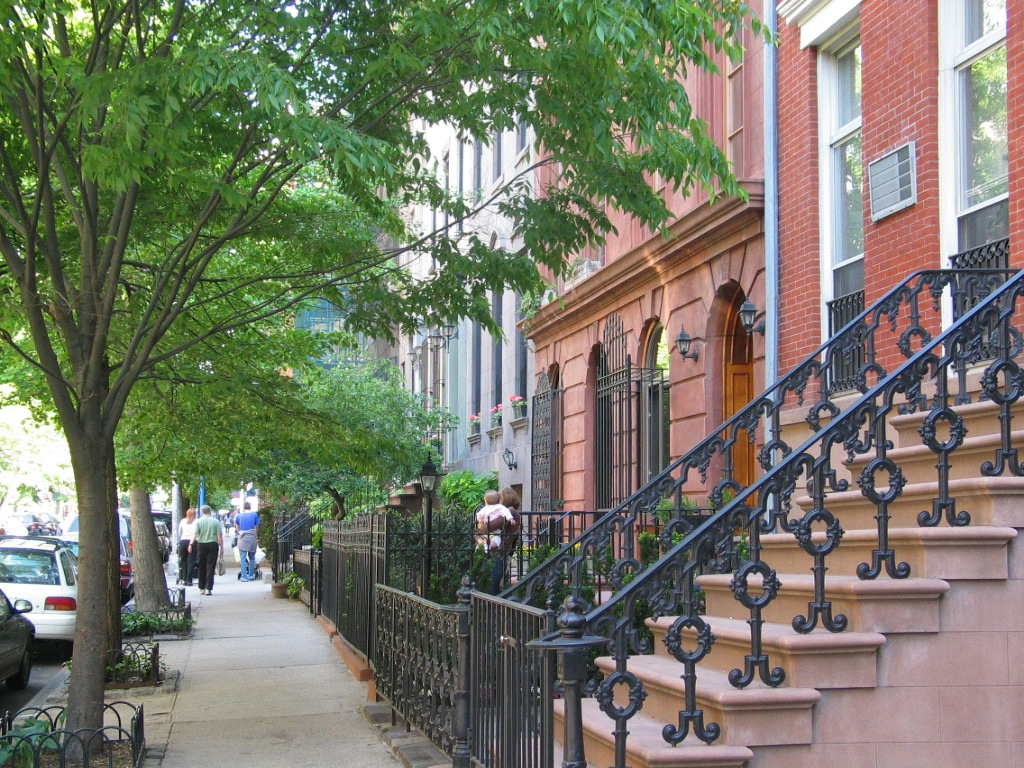
Челсі — нейборхуд в Мангеттені, Нью-Йорк

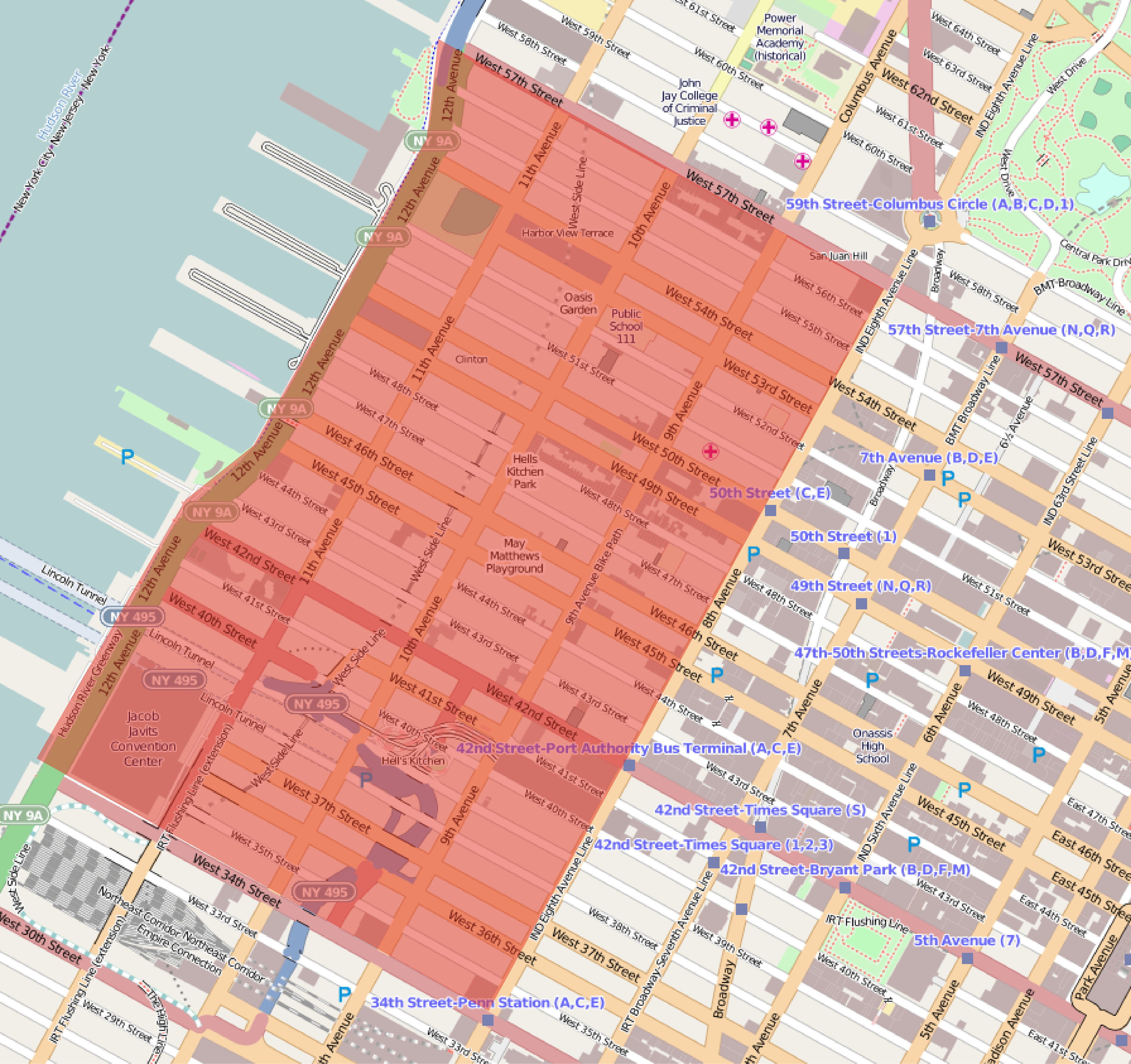
Мапа Пекельної кухні — нейборхуду в Мангеттені, Нью-Йорк

Чеснат-Хілл (Chestnut Hill) не є зареєстрованим муніципальним утворенням (нейборхудом) у штаті Массачусетс. Він розташований частково в Бруклайні в окрузі Норфолк; частково в місті Бостон в окрузі Саффолк, а частково в місті Ньютон в окрузі Міддлсекс.

«Не́йборхуд» або «не́йборгуд» (англ. neighbourhood, neighborhood, досл. «сусідство», сленг: hood (худ)) — англомовний термін на позначення географічно локалізованого співтовариства всередині міста, первинної одиниці житлової забудови, частини або фрагмента території міста, обмеженого вулицями або адміністративними границями з усіх сторін.
Коли термін «нейборхуд» вживається суто в контексті сучасних англомовних міст, він здебільшого має перекладатися українською близькими за змістом термінами: район міста, неофіційна місцевість в місті, мікрорайон або квартал. Нейборхуди можна ототожнити як і з житловими масивами забудови XX-ХХІ століття, так і з історичними місцевостями міст, які мають власні назви і де проживають люди, в той час як офіційні райони в містах нейборхудами вважатися не можуть, бо адміністративні райони боро, як правило, більші, ніж нейборхуд за розміром. Офіційні кордони адміністративних районів можуть проходити через нейборхуд.
Історично нейборхудом вважалося природне об'єднання кількох сімей, що мешкали поблизу, і міське співтовариство, надане саме собі, природним чином розподіляло різні функції між нейборхудами.

## Історія
Археологи підтверджують наявність нейборхудів у розкопках більшості давніх міст.
Історичні документи свідчать про нейборхуди різних міст до індустріальної епохи. Нейборхуди звичайно виникають у результаті соціального взаємозв'язку людей, які мешкають по сусідству один з одним. В цьому випадку можна говорити про соціальне утворення, яке більше ніж домогосподарство, а не про пряму муніципальну або державну владу. У деяких традиційних співтовариствах нейборхуди ставали неформальним муніципальним органом, який відав питаннями безпеки, шлюбу, прибирання і утримання території.
Окрім соціального значення нейборхуди в багатьох історичних містах розглядались як адміністративні одиниці, які використовувались для оподаткування, обліку населення та управління.
У доіндустріальну епоху нейборхуди часто мали певну спеціалізацію. Важливу роль відігравали етнічні нейборхуди — гето, що залишились і в сучасних містах. Ремісники, торгівці і представники інших професій могли об'єднуватись у нейборхуди, а в багатоконфесійних суспільствах основою для їхнього створення могла стати релігія. Іншим фактором, який визначив відмінності нейборхудів в історичних містах була міграція населення з села в місто. Цей процес був розтягнутий у часі і переселенці часто переїжджали в місто разом із родичами і знайомими.